# Подгозд (Нова Горица)
Подгозд (словен. Podgozd, итал. Sottobosco) је насељено место у општини Нова Горица, Горишка регија, Словенија.

## Историја
До територијалне реорганизације у Словенији био је у саставу старе општине Нова Горица. Подгозд постоји као самостално насеље од 1997. године. Настала је издвајањем дела из насеља Равница.

## Становништво
У попису становништва из 2011. године, Подгозд је имао 40 становника.
| Број становника према пописима | Број становника према пописима |
| ------------------------------ | ------------------------------ |
| 2002                           | 2011                           |
| 44                             | 40                             |

Напомена: Године 1997. настала издвајањем дела из насеља Равница.